# Isolino Caramalho
Isolino Alves Caramalho (Póvoa de Varzim, 1889 — Lisboa, 1943) foi um político, escritor e tradutor português. Dos autores que traduziu constam nomes como Gogol, Tolstoi, Maupassant e Sienkiewicz.
Foi administrador do concelho de Guimarães, cargo do qual acabou por ser demitido a 10 de maio de 1919, conforme noticiou o jornal A Comuna.